# 愛爾蘭王國
愛爾蘭王國先後是英格蘭王國及大不列顛王國的附庸国，从1542年存續至1800年。它由英格兰以及後續的大不列颠君主统治，并与該君主的其他領土建立了共主邦聯。这个王国名义上由国王或女王從都柏林城堡統治，並由國王任命的总督負責管理。它有自己的立法机构（爱尔兰议会）、贵族制度（爱尔兰贵族制度）、法律制度和国家教会（爱尔聖公会）。
该王国的领土以前是由英格兰国王统治的贵族领地，在盎格鲁-诺曼人入侵爱尔兰后于1177年建立。到了16世纪，英国的统治范围大大缩小，爱尔兰的大部分地区被盖尔人的爱尔兰酋长所控制。1542年，英格兰国王亨利八世根據1542年愛爾蘭王權法案成為「愛爾蘭國王」。英国人开始建立对该岛的控制，这引发了德斯蒙德叛乱和九年战争，在17世纪完成征服。征服的过程中，他们从当地的爱尔兰人手中没收土地，并与来自英国的定居者一起进行殖民。
在早期，王国的认可有限，因为没有一个欧洲的天主教国家承认亨利和他的继承人爱德华为爱尔兰的君主；虽然天主教女王玛丽一世被教宗保祿四世承认为爱尔兰女王。在这个天主教徒占人口的大多数，但在这个从17世纪后期开始由新教徒统治的王国，天主教徒被官方歧视。这种歧视是导致几次冲突爆发的主要原因之一，其中包括了爱尔兰联盟战争（1641-53年）、愛爾蘭威廉黨人戰爭（1689-91年）、阿马骚乱（1780-90年）和1798年爱尔兰起义。
1800年，爱尔兰议会通过《1800年联合法令》，废除愛爾蘭王国。该法令也由英国议会通过。1801年爱尔兰王國和大不列颠王國合併為大不列顛及愛爾蘭聯合王國。

## 历史

### 背景
1155年，英格蘭赫特福德郡出身的教宗亞德四世向英王亨利二世頒發《褒揚令》（Laudabiliter），授予英王「愛爾蘭領主」（Dominus Hibernae）的稱號，令英軍可以出動征服愛爾蘭，並將其納入歐洲文化圈。而英王則需向聖座繳交每納稅戶一便士的租稅。1172年，亞德四世的繼任人教宗亞歷山大三世再次確認前任的敕令。
延至亨利八世在位的時候，意欲為終止和王后凱瑟琳的婚姻，被教宗克勉七世拒絕。因此亨利八世宣布英格蘭脫離天主教會管轄，自立為「全球英格蘭教會首領(of the Church of England in Earth Supreme Head)」。但在1533年教宗將亨利八世逐出天主教會，亨利八世也不承認教宗對愛爾蘭的宗主權，因此英王來自教宗的愛爾蘭領主頭銜合法性懸疑，導致愛爾蘭的憲制危機。因此後來愛爾蘭國會，通過《1542愛爾蘭王位法》，宣布亨利為「愛爾蘭國王」。

### 爱尔兰都铎王朝
1534 - 1535年，锡尔肯·托马斯起义失败后，1530年代后期，贵族副官格雷成功地打败了几个氏族，并接受了他们的建议。到1540年，爱尔兰大部分地区似乎处于和平状态，处于国王都柏林政府的控制之下，但是这种情况并没有持续太久。
1542年，根据爱尔兰议会法案《爱尔兰王冠法案》，亨利被宣布为爱尔兰国王。这个新王国没有得到欧洲天主教君主国的承认。亨利八世之子爱德华六世死后，1555年的教宗承认信奉罗马天主教的玛丽一世为爱尔兰女王。爱尔兰国王和英格兰国王之间的“人合國”被写入天主教教规。就这样，爱尔兰王国被当时的英国君主统治着。这使新爱尔兰王国与英格兰王国建立了人合國。
根据其扩大的角色和自我形象，行政当局在1541年为大律师建立了国王旅馆，并在1552年建立了阿尔斯特国王武装来管理纹章。在都柏林建立大学的提议被推迟到1592年。
1593年战争爆发，蒂龙伯爵休·奥尼尔领导爱尔兰和西班牙贵族联盟对抗国王，这场战争后来被称为“九年战争”。1600年初，一系列令人震惊的爱尔兰胜利将英国在爱尔兰的势力带到了崩溃的边缘，但在查尔斯·布朗特的新一轮战役中，蒙特乔伊勋爵迫使蒂龙在1603年投降，完成了都铎王朝对爱尔兰的征服。

### 爱尔兰斯图亚特王朝
1603年，苏格兰国王詹姆斯六世成为英格兰的詹姆斯一世，将英格兰、苏格兰和爱尔兰的王国统一为一个个人联盟。1639年开始的三国战争中断了王国的政治秩序。在随后的过渡期，英格兰、苏格兰和爱尔兰作为一个共和国被统治到1660年。这一时期见证了忠诚的爱尔兰天主教联盟在王国内部的崛起，并从1653年开始，创建了英格兰、苏格兰和爱尔兰共和国联邦。1660年查理二世复辟后，王国恢复了秩序。在没有任何异议的情况下，查理的统治可以追溯到1649年他父亲被处死的时候。

### 格拉特的爱国者
1782年，波因斯的法律被废除，也就是后来众所周知的1782年宪法，给予爱尔兰立法独立。这一时期的议会被称为格拉顿议会，以当时的爱尔兰主要领导人亨利·格拉顿命名。虽然爱尔兰有立法独立，但行政管理仍在大不列颠王国行政当局的控制之下。1788年至1789年，国王乔治三世生病，引发了一场紧急危机。格拉坦想任命威尔士亲王(后来的乔治四世)为爱尔兰摄政王，但是国王在这部法律实施之前就康复了。

### 爱尔兰人联合会

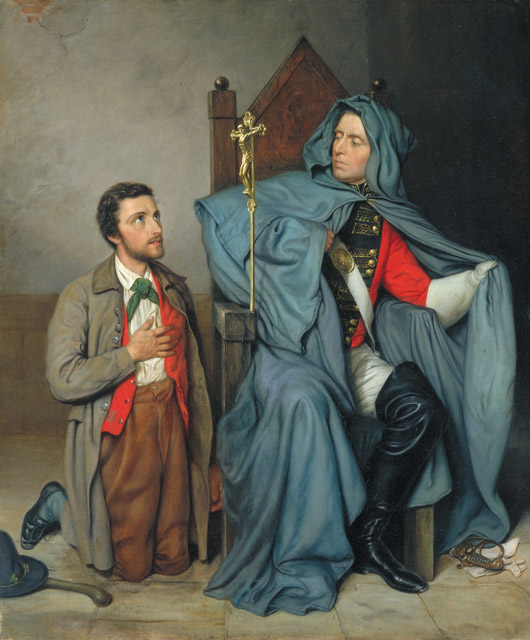
夏洛特·施赖伯(Charlotte Schreiber)的《歪小子》(The Croppy Boy, 1879年)，讲述的是爱尔兰联合军(United Irishmen)的韦克斯福德(Wexford)叛乱。一个男人，可能是一个绿色领带的叛逆者，跪在一个秘密穿着军装的天主教神父面前。教会高层反对叛乱。

1798年的爱尔兰叛乱，以及叛乱分子与英国长期的敌人法国结盟，促使爱尔兰正式加入英国联盟。1801年1月1日，经爱尔兰和英国议会投票通过的《联合法案》，爱尔兰王国与大不列颠王国合并，形成大不列颠和爱尔兰联合王国。爱尔兰议会不复存在，但由勋爵中尉主持的行政机构一直存在到1922年。这个联合会后来引起了很大的争议。
1937年，与英国王室的联系被废除，但在1949年之前，君主是这个新国家法律上的国王。爱尔兰共和国于1962年废除了1542法案。

## 总督
愛爾蘭王國早年由英王派出「巡撫」 (Lord Deputy)所管治，後來將頭銜升級為「總督 (Lord Lieutenant)」。雖然偶有愛爾蘭人官拜總督，但往往都是英倫本土的名門望族，如蘇塞克斯伯爵(Thomas Radclyffe, 3rd Earl of Sussex) 。而在總督出缺時則由地方法院院長署理。而布政司的作用，在18世紀變得越來越重要，變得越來越有權勢。
愛爾蘭王國的議會乃兩院制，分上下議院，而議會的權力則受一系列的成法制約，如1492年的《波伊寧斯法 (Poynings' law)》。

## 议会
罗马天主教徒和非国教徒，主要是长老会教徒、浸信会教徒和卫理公会教徒，从1693年起被排除在爱尔兰议会之外，他们的权利受到一系列被称为刑法的法律的限制。从1728年到1793年，他们被剥夺了投票权。1782年，格兰顿议会成功地废除了《波因斯法》。这使得逐步的立法和逐步的自由化得以实现。天主教徒和持不同政见者在1793年被赋予投票权，但天主教徒仍然被排除在爱尔兰议会和王国高级公职之外。与英国和欧洲其他国家一样，英国议会的投票和成员资格仅限于财产所有者。18世纪20年代，新的爱尔兰议会大厦在都柏林的College Green建成。

## 愛爾蘭教會

都柏林圣三一学院是由伊丽莎白创立的，作为圣公会知识分子的机构。

1538年，当亨利八世被罗马天主教会逐出教会时，除了两名主教外，爱尔兰教会的所有主教都遵循英国国教的教义，尽管几乎没有基层神职人员或俗人这样做。向教宗支付了年金后，主教们没有理由下台，1530年代，没人知道宗教改革能持续多久。与亨利八世不同的是，这种等级制度并没有被教宗逐出教会，并且在1542年仍然控制着新王国的国家教堂，并保留着大部分教堂财产(包括大量的宗教建筑和其他物品，尽管其中一些后来被销毁了)。1553年，爱尔兰天主教徒被玛丽一世女王的加冕礼所鼓舞，她在1555年通过教宗的法令“伊利乌斯”说服了教宗承认王国。
1558年，信奉新教的伊丽莎白女王一世登上王位，躲过了1570年埃克塞尔西斯的布尔王朝，除了一位君主外，其他君主都是圣公会教徒。与官方计划相反的是，绝大多数人口仍然是坚定的罗马天主教徒，尽管成为国家教会的成员具有政治和经济上的优势。尽管人数上占少数，爱尔兰教会仍然是官方的国家教会，直到1871年1月1日由威廉·伊沃特·格莱斯顿领导的自由党政府宣布解散。

## 种族冲突
直到今天，爱尔兰王国的遗产仍然是爱尔兰-英国关系的争论焦点，因为当地的爱尔兰居民和主要的新英格兰统治阶层之间持续不断的种族冲突(以及与已定居的阿尔斯特-苏格兰人之间的冲突)。政权特权英语文化(法律、语言、服饰、宗教、经济关系和土地所有权的定义)在爱尔兰,爱尔兰盖尔语文化和语言,虽然在很大程度上维护大多数土著居民提出了“野蛮的”,“野蛮”或不受欢迎的标志。

### 引用
1. ↑  Morley, Vincent, , Cambridge: Cambridge University Press: 4, 2002  [20 January 2012], （原始内容存档于2016-05-03）, Féach ár bpian le sé chéad bliain aige Gaill in éigean, gan rí dár rialadh de Ghaeil, mo chian, i ríoghacht Éireann.
…
(the above Gaelic sentence is translated a few lines later as:) Consider our torment for six hundred years by violent foreigners, with no king of the Gaels ruling us, my grief, in the kingdom of Ireland.
…
Here can be seen, in close association, expressions of religious loyalty to the pre-Reformation faith represented by Creggan churchyard; dynastic loyalty to the house of Stuart; and national loyalty to  'ríocht Éireann' , 'the kingdom of Ireland'.
2. ↑  .   [2019-12-21]. （原始内容存档于2010-06-07）.
3. ↑  .   [2019-12-21]. （原始内容存档于2010-11-23）.
4. ↑  de Beaumont, G pp114-115
5. ↑  The Statute Law Revision (Pre-Union Irish Statutes) Act 1962, section 1 （页面存档备份，存于） and Schedule 的存檔，存档日期11 October 2012.
6. ↑  Richard Mant, , London: Parker: 275, 1840, The enactments concerns the Church in Queen Elizabeth's first Parliament had no unpleasant effects upon its governors; save that by the Act of Supremacy, or rather their own obnoxious conduct in defiance of it, two bishops were deprived of their sees: Leverious, bishop of Kildare, who refused to take the Oath of Supremacy; and Walsh, bishop of Meath, who not only refused to take the oath, but preached also against the queen's supremacy, and against the Book of Common Prayer.